# Včelná
Včelná (deutsch Bienendorf) ist eine Gemeinde in Tschechien. Sie liegt sechs Kilometer südlich von Budweis in Südböhmen und gehört zum Okres České Budějovice.

## Geographie

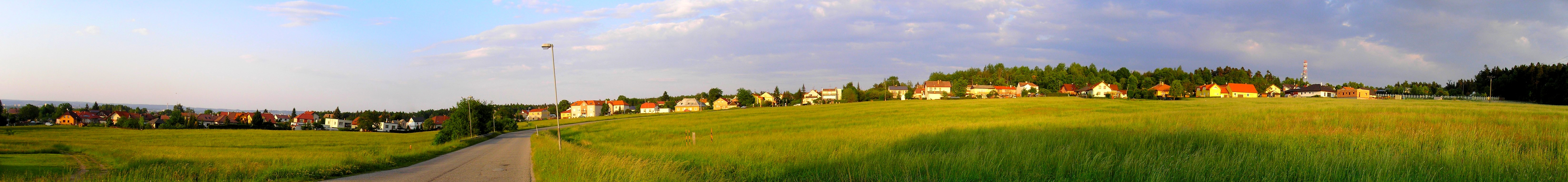
Panorama Včelná

Včelná befindet sich an einer Anhöhe zwischen den Flüssen Moldau und Maltsch am Rande des Budweiser Beckens. Im Osten und Süden ist das Dorf vom Waldgebiet Rožnovský les umgeben. Westlich und nördlich verläuft die Summerauer Bahn, dahinter die Bahnstrecke České Budějovice–Černý Kříž. Am westlichen Ortsrand führt die Straße I/3/E 55 zwischen České Budějovice Velešín entlang.
Nachbarorte sind U Karla, Plana und Rožnov im Norden, Nové Roudné und Roudné im Nordosten, Lesní Kolonie, Vidov und Lorenc im Osten, Heřmaň und Plav im Südosten, Na Dolech und Kamenný Újezd im Süden, Čtyři Chalupy, Sokolov, Březí und Zátkův Mlýn im Südwesten, Poříčí im Westen sowie Homole im Nordwesten.

## Geschichte
Belege einer frühzeitlichen Besiedlung stellen die aus der mittleren Bronzezeit stammenden Hügelgräber in der Umgebung des Ortes dar. In Čtyři Chalupy befand sich im Mittelalter ein Herrenhof, an dessen Stelle die seit 1453 nachweisbare Ansiedlung Dörfless / Vesce entstand. Nach Ansicht des Historikers František Mareš soll es sich dabei um den Hof Kukulowic (Kukulovice) handeln.
Die Ursprünge des heutigen Dorfes gehen auf den Bau der neuen Kaiserstraße von Budweis nach Linz zurück. Nachdem der Besitzer des an der alten Straße gelegenen Poříčer Gasthofes Zuckermantel (Cukmantl) erfolglos bei den Budweiser Behörden eine Verlegung seiner Ausspannwirtschaft an die neue Straße beantragt hatte, ließ er 1784 eigenmächtig an der Kaiserstraße auf halbem Wege zwischen Kamenný Újezd und Rožnov im Wald eine neue Ausspanne errichten. Neben dem später als Kalkušovec bekannten Wirtshaus (Haus Nr. 13) bauten in der Schneise in dem zum Gut Poříč gehörigen Rožnovský les weitere Siedler ihre Häuser. Die etwa hälftig von Deutschen und Tschechen bewohnte Siedlung wurde nach ihrer Lage im Kiefernwald zunächst als Bory bzw. Na Borech bezeichnet. Zum Ende des 18. Jahrhunderts finden sich in deutschsprachigen Urkunden die Bezeichnungen Binnendorf und Bienendorf. Ab 1810 wurde der Ort amtlich Bienendorf genannt. Die täglich von etwa 150 Fuhrwerken und Post- und Personenkutschen frequentierte Handelsstraße bildete die Existenzgrundlage der Bewohner von Bienendorf. Mit der Errichtung der Pferdeeisenbahn Budweis–Linz entstanden 1827 bei Bienendorf ein Güterbahnhof und ein Wächterhaus. Im Oktober 1839 verkaufte Joseph Pachner von Eggenstorf das Gut Poříč an den k.k. Schiffmeister Karl Adalbert Lanna. Im Jahre 1840 bestand Bienendorf aus 44 Häusern mit 319 deutsch- und tschechischsprachigen Einwohnern und war nach Kamenný Újezd eingepfarrt. Bis zur Mitte des 19. Jahrhunderts blieb das Dorf immer nach Poříč untertänig.
Nach der Aufhebung der Patrimonialherrschaften bildete Bienendorf / Včela ab 1850 einen Ortsteil der Gemeinde Poříčí in der Bezirkshauptmannschaft Budějovice/Budweis. 1871 entstand auf der Trasse der Pferdebahn die Eisenbahnstrecke Summerau–Budweis. Der heutige Name Včelná ist seit den 1870er Jahren nachweisbar. Zu Beginn des 20. Jahrhunderts entstand auf Rožnover Flur am Waldrand die Siedlung Lesní Kolonie mit Kurpensionen, Gast- und Ferienhäusern. Im Jahre 1913 hatte das Dorf mit 614 Einwohnern, davon 613 Tschechen, deutlich mehr Einwohner als das 400-Seelen-Dorf Poříčí. Auf Initiative der Gemeinde Poříčí wurde Včelná/Bienendorf 1930 als eigene Gemeinde ausgegliedert. Die jenseits der in den 1970er Jahren abgebrochenen Eisenbahnbrücke am Ende der Straße Na Vyhlídce befindliche aus zwei Häusern (ehemals Včelná Nr. 1 und 2) bestehende Ortslage Stará Včelná wurde später von Včelná abgetrennt und Poříčí zugeschlagen. Im Zuge einer Änderung der Katastralbezirke wurden der Gemeinde Včelná in den 1960er Jahren der zuvor zur Flur Rožnov gehörige Wald Rožnovský les mit der Villensiedlung Lesní Kolonie und der Siedlung U Karla zugeordnet.

## Gemeindegliederung
Für die Gemeinde Včelná sind keine Ortsteile ausgewiesen. Zu Včelná gehören die Ansiedlungen Čtyři Chalupy, früher Vesce (Dörfless), Lesní Kolonie und U Karla.

## Sehenswürdigkeiten
- Private Kapelle am Haus Nr. 24, erbaut im Jahre 1900
- Haus Nr. 242 in Lesní Kolonie, ehemaliges Wächterhaus der Pferdeeisenbahn Budweis–Linz, nordöstlich des Dorfes
- Nischenkapelle des hl. Johannes von Nepomuk Na rozloučenou in Čtyři Chalupy, errichtet in der ersten Hälfte des 19. Jahrhunderts, im Jahre 2004 wurde die neue Heiligenfigur geweiht
- Kreuz im Wald Na Hraničkách am höchsten Punkt der Gemeinde, errichtet im Jahre 1900 an der Stelle, wo die 1845 zusammen mit der Monstranz aus der Maria-Magdalenen-Kirche in Černice gestohlene konsekrierte Hostie wiedergefunden worden sein soll.
- Villen in der Ortslage Lesní Kolonie

## Söhne und Töchter der Gemeinde
- František Tikal (1933–2008), tschechoslowakischer Eishockeyspieler und Steve Tikal (1933–1991), australischer Eishockeyspieler – die Zwillingsbrüder sind die Söhne des in den 1930er Jahren mit dem SK Včelná national erfolgreichen Fußballspielers František Tikal[5]